# Хондаб
Хондаб (перс. خنداب, також романізоване як Khondab; також називається перс. خانداب, Khāndāb) — місто і столиця округу Хондаб, провінція Марказі, Іран. За даними перепису 2006 року, його населення становило 6982 особи, що проживали у складі 1787 сімей.
Поблизу цього міста розташований важководний реактор ІР-40.